# SteinZeit Siegsdorf
Koordinaten: 47° 49′ 19,6″ N, 12° 38′ 34,7″ O
SteinZeit Siegsdorf ist der pädagogische Outdoor-Bereich des Südostbayerischen Naturkunde- und Mammut-Museum Siegsdorf. Es befindet sich in der Gemeinde Siegsdorf im oberbayerischen Landkreis Traunstein. Der heutige Standort SteinZeit Siegsdorf am Museum wurde am 31. Juli 2010 eingeweiht.

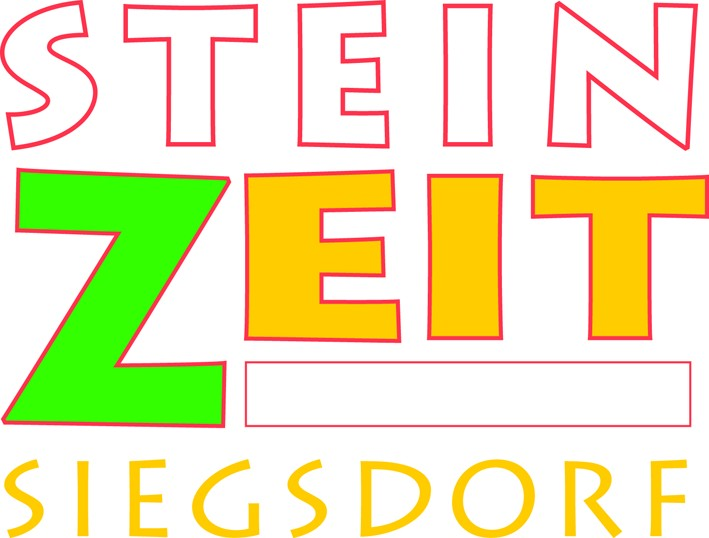
Logo von SteinZeit Siegsdorf

## Geschichte
Das Naturkunde- und Mammut-Museum Siegsdorf wurde 1995 eröffnet. 2004 entstand im sechs Kilometer entfernten Dießelbachtal bei Eisenärzt ein Steinzeitdorf mit zwei kleinen Hütten und einer Feuerstelle.
2009 beschloss der Gemeinderat eine Umsiedlung des Steinzeitdorfes nach Siegsdorf, um es für Besucher leichter zugänglich zu machen. Am 31. Juli 2010 wurde das „SteinZeit Siegsdorf“ mit SteinZeitGarten und SteinZeitWerkstatt am Naturkunde- und Mammut-Museum in der Siegsdorfer Ortsmitte wiedereröffnet. Der Künstler Franz Feistl aus Aschau im Chiemgau malte die Kulisse eines Steinzeitdorfes auf die Rückwand des Museumsgebäudes. Geistige Schöpferin des SteinZeitGartens ist Hanni Steigelmann, Mitglied des Fördervereins.

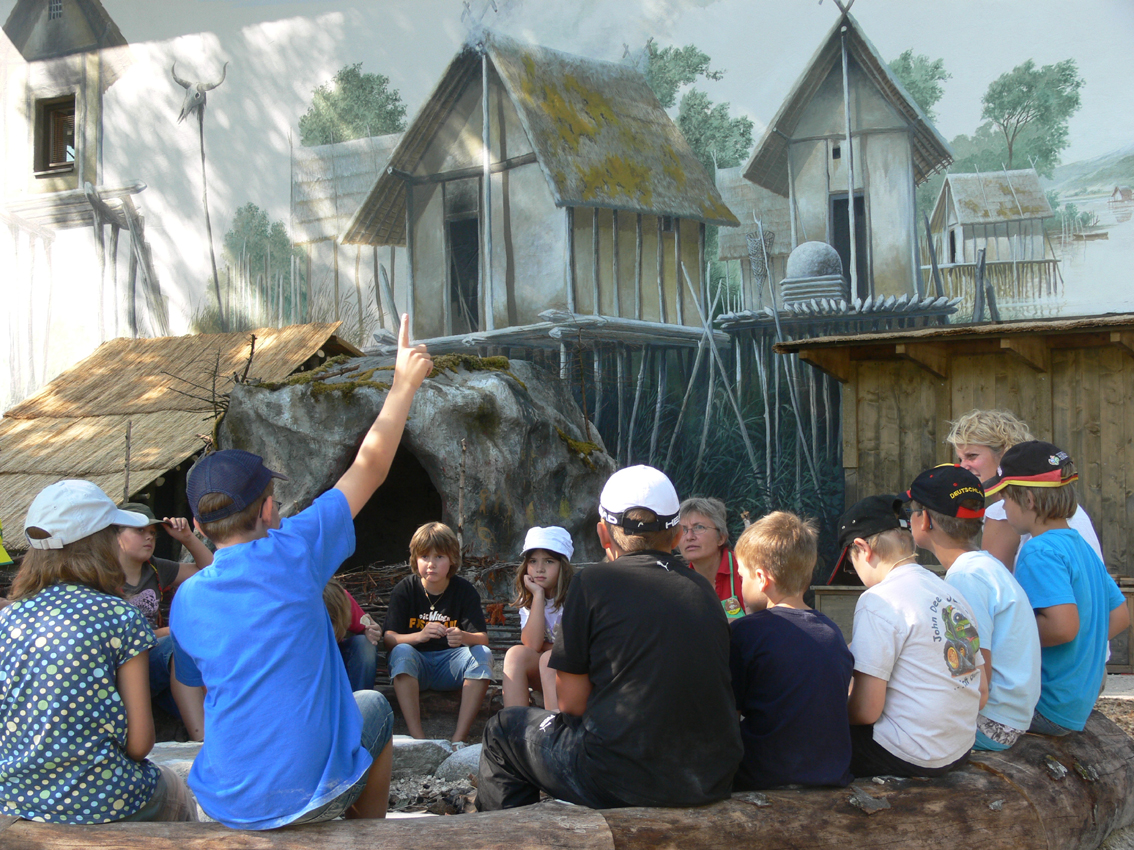
Die Kulisse des SteinZeitGartens wurde vom Chiemgauer Künstler Franz Feistl aus Aschau geschaffen.

2011 wurde die Feuerstelle überdacht, Maskottchen werden „Sepp und Resi Feuerstein“ (die Bayerische Variante von Fred und Wilma), Einkorn wurde gesät sowie eine „Steinzeithöhle“ eingerichtet.

## Aufgaben
Die Aufgabe des SteinZeitSiegsdorfes besteht in der spielerischen Vermittlung der Museumsinhalte: Leben in der Steinzeit, Geologie der Region, Entstehung der Alpen, Eiszeiten.

## Angebote

### Führungen (im Museum)
- „Führung mit Feuer“: Feuer machen mit Zunder und Fidelbogen
- „Führung für gute Freunde“: Sonst verschlossene Vitrinen werden geöffnet – Exponate zum Anfassen
- „Nachts im Museum“: mit Taschenlampe (nur im Winterhalbjahr)

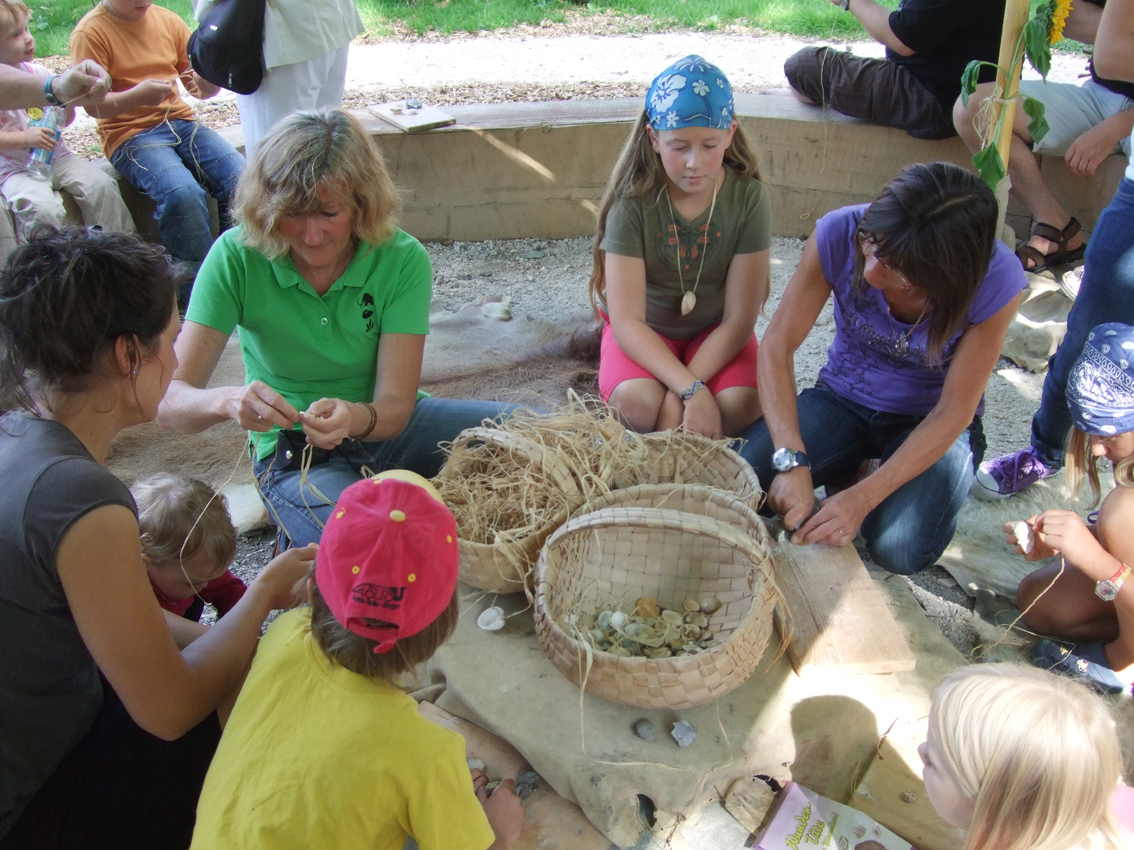
Agieren und Lernen in Gruppen.

### Für Schulen (im Museum)
- „Steinzeitschnupperkurs“: detaillierte Einführung in den Abteilungen Eiszeit und Steinzeit, danach Anfertigen von Schmuck, Pfeilspitzen, Höhlenmalerei oder „Ötzi-Müsli“.
- „Alpen-Gletscher-Spezial“: Alpenentstehung, Funktionsweise eines Gletschers

### Kindergeburtstage
- „Steinzeitgeburtstag“: Besuch des Siegsdorfer Mammuts und der Bärenhöhle im Museum, danach Schmuckherstellung
- „Fossiliengeburtstag“: Fütterung der Tiere im Meeresaquarium (Museum), danach Fossilien schleifen

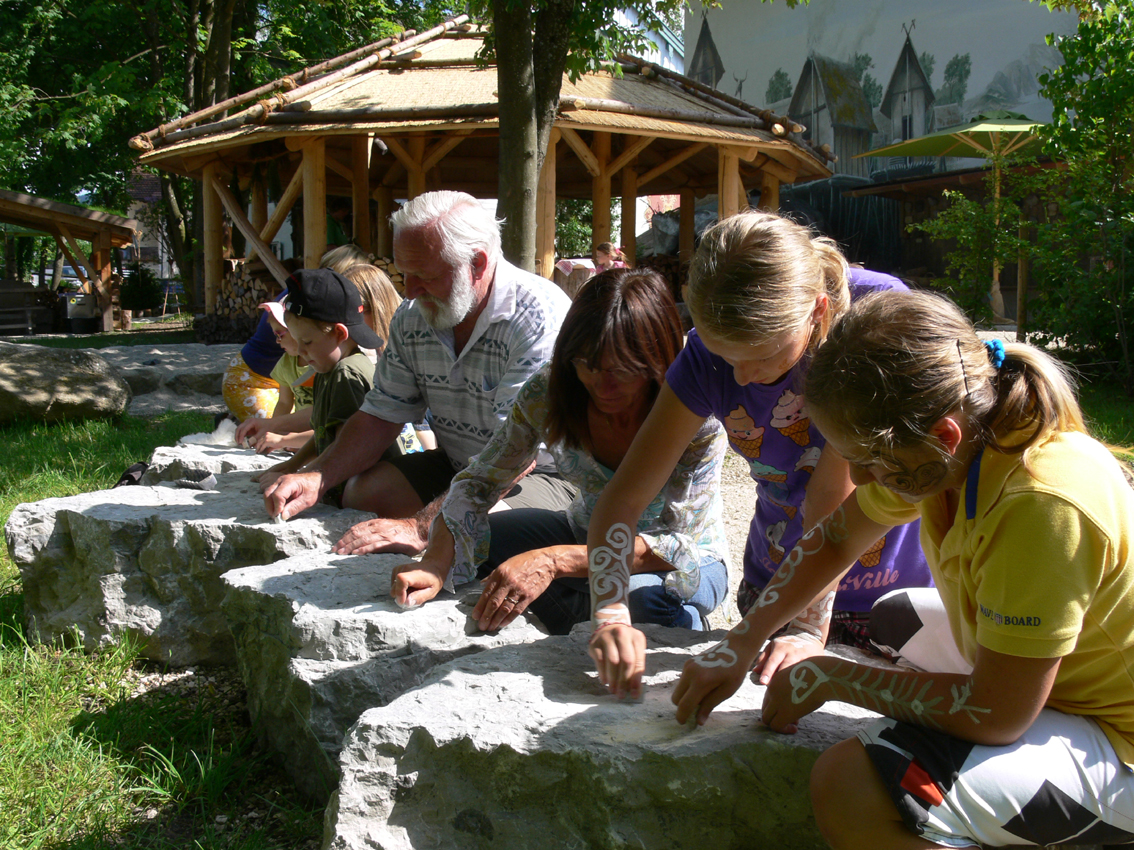
Schleifen von Bernsteinen und Fossilien

### Freizeitprogramm
- Die einzelnen Bausteine mit der Dauer von je 30 Minuten werden nach dem Baukastenprinzip je nach Belieben kombiniert: Amulett anfertigen aus Speckstein, Feuerstein bearbeiten, Brot backen im Lehmofen, Ammoniten schleifen.

### Für Familien und Kleingruppen
- „Ferienspaß am Donnerstag“: Schmuck aus Federn und Knochenperlen (Winterhalbjahr)
- „Steinzeit-Donnerstag“: Lagerfeuer, Stockbrot, Körperbemalung, Schmuck aus Muscheln, Brotbacken im Lehmofen (nur Sommerhalbjahr)
- „Steinzeit-Handwerk“: steinzeitliches Handwerk lernen wie Weiden flechten, Bernstein schleifen, Feuerstein bearbeiten oder töpfern (Juli, August)

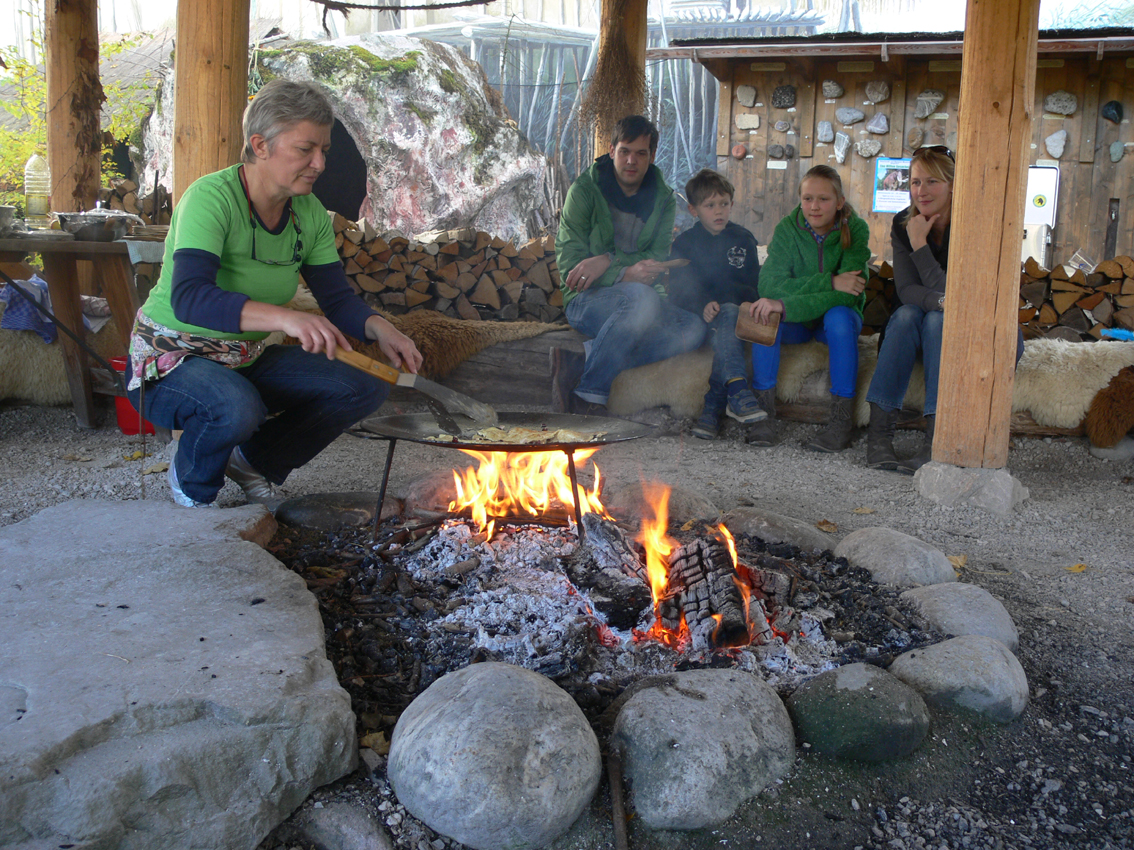
Steinzeitküche